# 明智寺
明智寺（あけちじ、あけちでら）は、埼玉県秩父郡横瀬町にある臨済宗南禅寺派の寺院で、山号は明星山と号する。
本尊真言：おん はんどめい しんだまに じんばら うん
御詠歌：巡りきてその名を聞けば明智寺 心の月はくもらざるらん

## 歴史
1191年（建久2年）、明智禅師によって開山された。秩父札所第5番の語歌堂と同様に同町の長泉院の境外仏堂であることから、語歌堂と同形式の堂宇であった。
ところが1883年（明治16年）の落雷により焼失してしまった。その後、仮堂として再建されたが、こじんまりとしていたことから、1990年（平成2年）にようやく本格的な堂宇として再建された。
当寺の本尊は如意輪観音である。行基の作とも恵心僧都源信の作ともいわれている。秩父34ヶ所で如意輪観音を本尊とするのは当寺と第30番の法雲寺だけである。

## 文化財
- 札所九番明智寺（横瀬町指定史跡 昭和48年1月31日指定）[4]

## 交通アクセス
- 横瀬駅より徒歩9分（0.7km）
- 八番札所西善寺より徒歩30分

## 前後の札所
秩父札所（江戸巡礼古道）
8 西善寺 -- (1.8km)-- 9 明智寺 -- (2.2km)-- 10 大慈寺